# Emanuele Luigi Galizia
Emanuele Luigi Galizia (ur. 1830, zm. 1906) – maltański architekt i inżynier, który zaprojektował wiele budynków publicznych i kościołów. Określany jest jako „wiodący maltański architekt w drugiej połowie XIX wieku”.

## Życiorys

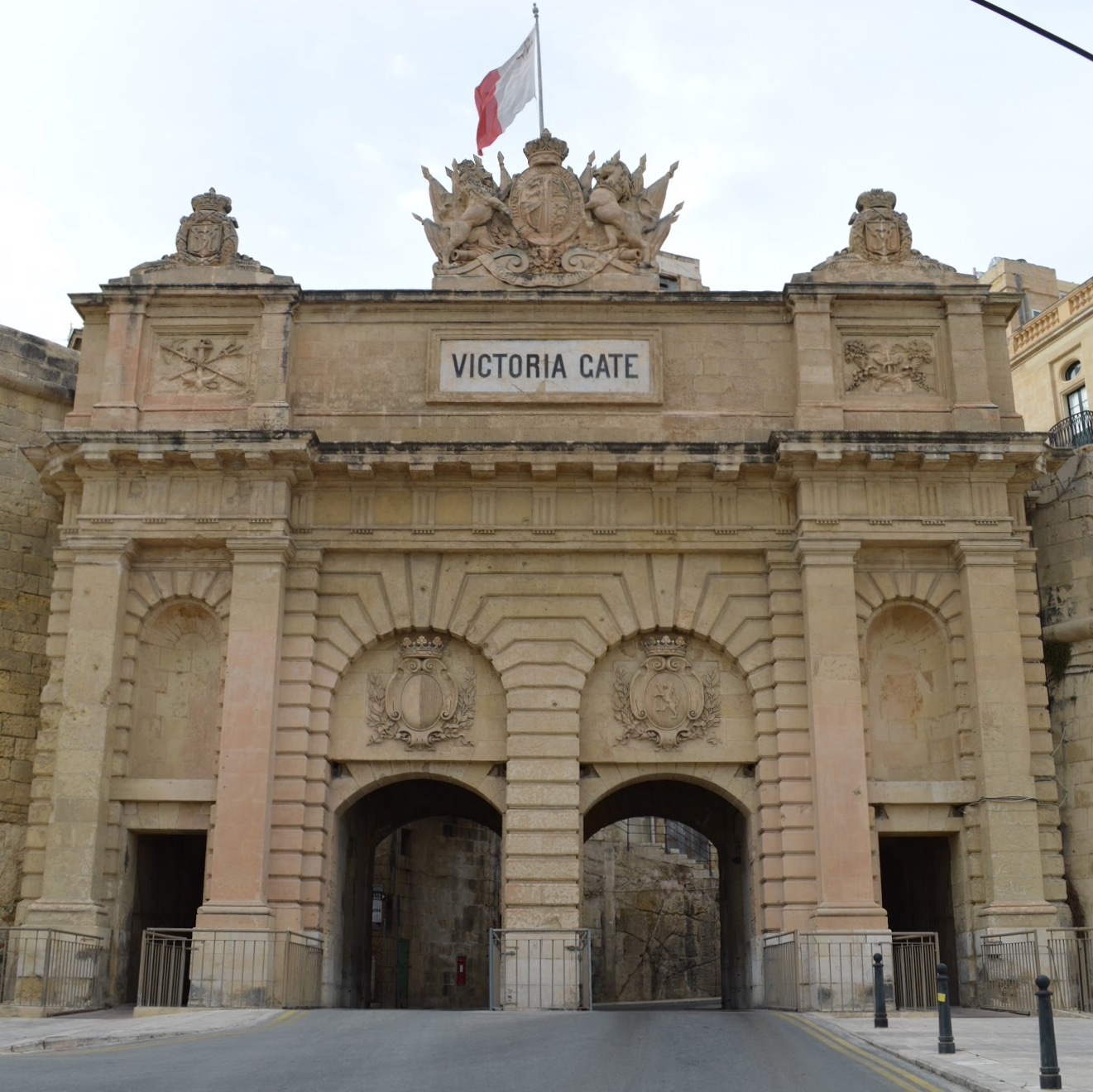
Victoria Gate w Valletcie

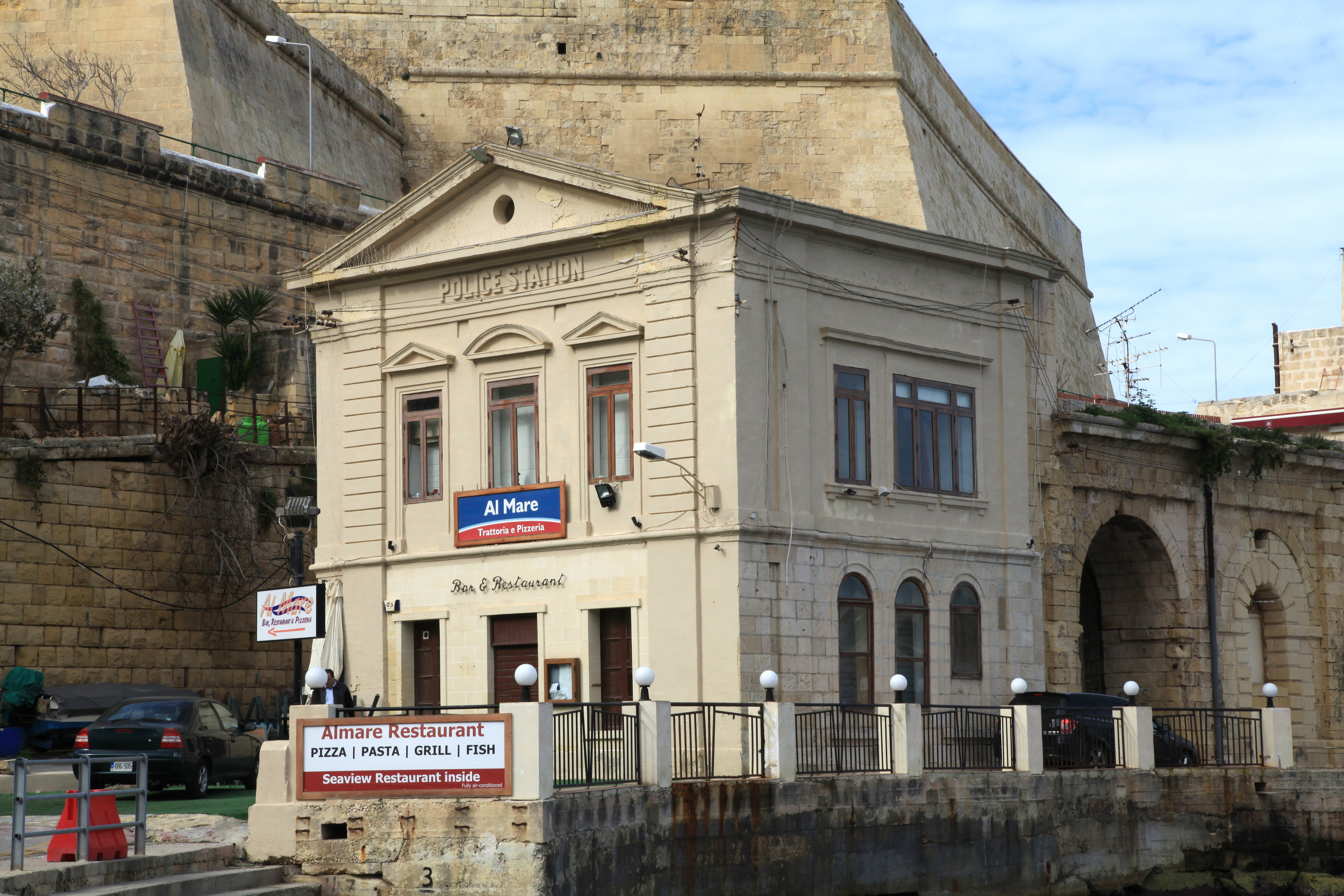
Marsamxett Police Station

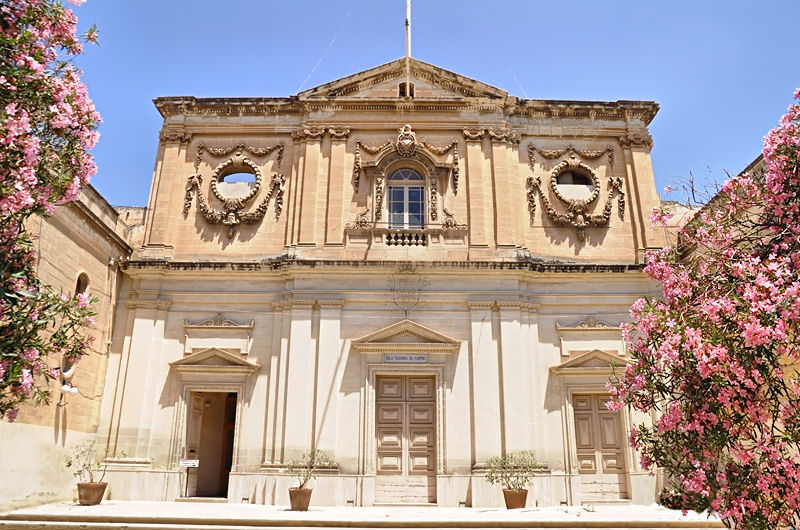
Kościół św. Alfonsa Liguori w Birkirkara

Emanuele Luigi Galizia urodził się 7 listopada 1830 roku, jako syn Silvestro Galizii i Francesci Radmilli. Ukończył studia na Uniwersytecie Maltańskim jako inżynier budownictwa cywilnego i architekt. W roku 1846 rozpoczął służbę cywilną jako praktykant Williama Lamb Arrowsmitha. W roku 1856 został rządowym perito (ekspertem, specjalistą), a cztery lata później szefem grupy ekspertów, będąc odpowiedzialnym za wszystkie rządowe prace publiczne przez następne 20 lat. W roku 1880 otrzymał stanowisko Nadinspektora Robót Publicznych, co dało mu miejsce w Radzie Legislacyjnej Malty (Malta's Legislative Council). 
Galizia mianowany został przez papieża Leona XIII Kawalerem Orderu Świętego Grzegorza Wielkiego, zaś sułtan Abdülaziz, podczas wizyty na Malcie w roku 1867, odznaczył go Orderem Medżydów w uznaniu za ukończenie, zamówionego przez sułtana, tureckiego cmentarza w Marsie. 
W roku 1886 został członkiem Institution of Civil Engineers, a w 1888 – Royal Institute of British Architects. W tym samym roku rząd wysłał go w podróż do Włoch, Francji i Anglii, aby poszerzył swoją wiedzę na temat architektury neogotyckiej, oraz prawdopodobnie również w celu udzielenia porad przy budowie Tower Bridge w Londynie (ukończonego w roku 1894) i pracach restauracyjnych w Brighton Pavilion.
Galizia był również egzaminatorem na wydziale inżynierii cywilnej Uniwersytetu Maltańskiego.

W roku 1877, gdy Brytyjczycy zajęli Cypr, Galizia został tam wysłany przez rząd królewski z zadaniem zbadania wyspy pod kątem jej potencjalnej kolonizacji. Pierwszą wizytę odbył z sir Adrianem Dingli i prof. Schinasem, następnie podróżował z markizem Testaferrata Olivierem. Raporty z tych wizyt zostały wydrukowane i opublikowane na zlecenie ówczesnego rządu.
 

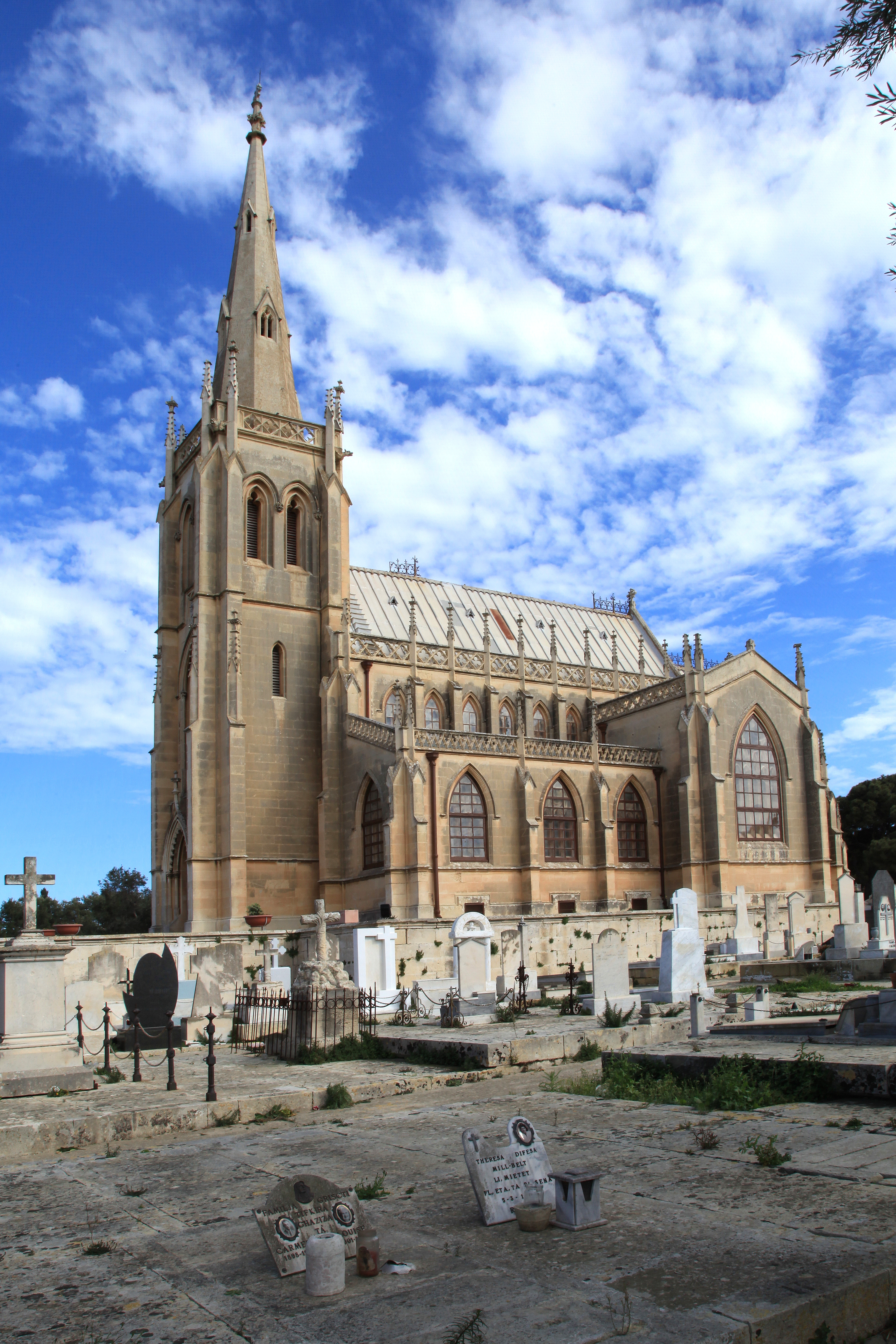
Kaplica Matki Boskiej Bolesnej na cmentarzu Addolorata

Emanuele Luigi Galizia zmarł 6 maja 1906 roku. W notatce pośmiertnej, opublikowanej w roku 1907 przez Institute of Civil Engineers, chwalono jego „takt i uprzejmość, które zjednały mu całą społeczność, podczas gdy zdolności i dokładność, widoczne we wszystkich jego pracach, dają mu stałe miejsce w historii osiągnięć zawodowych na Malcie”.

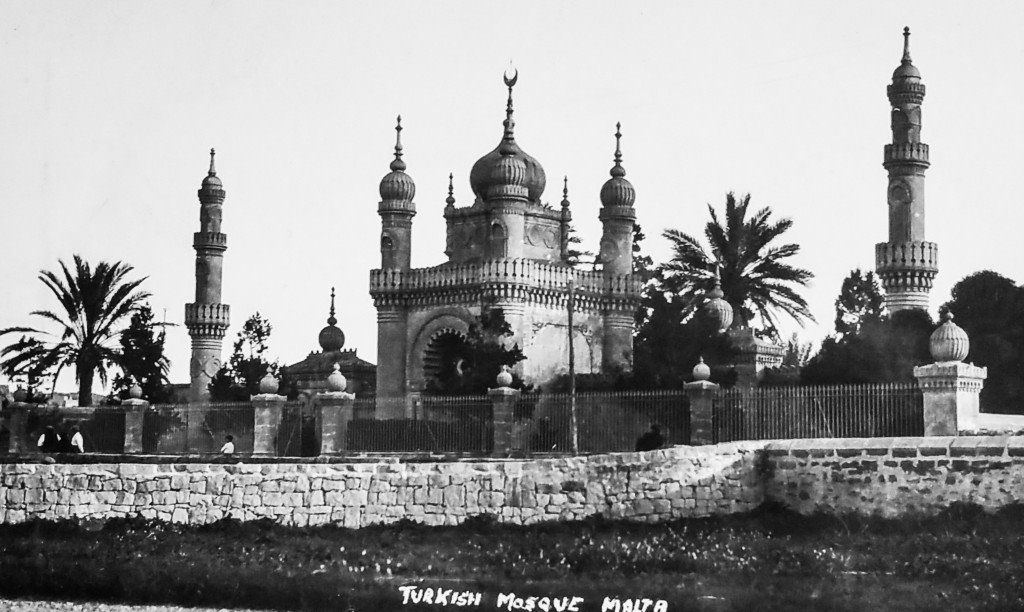
Karta pocztowa przedstawiająca cmentarz turecki w Marsa na Malcie, zaprojektowany przez E.L. Galizię

## Prace projektowe Galizii
Poniżej znajduje się lista znanych budynków, o których wiadomo, że zostały zaprojektowane przez Emanuela Luigiego Galizię, oraz tych, które są jemu przypisywane:
- Cmentarz Ta' Braxia, Pietà (1855)
- Cmentarz Addolorata z kaplicą, Paola (1860)
- Prince of Wales Road (1862)
- skład amunicji w forcie Rinella (1864)
- Akwedukt Armier pomiędzy Qormi i Three Cities (1867)
- zbiornik wodny Ta’ Qali (1867)
- spichlerze we Florianie (1869)
- drugi kościół Karmelitów, Balluta (1871)
- cmentarz turecki, czasem znany jako cmentarz muzułmański (Mahometan Cemetery), Marsa (1874)[7]
- Bugeja Institute Technical School, Ħamrun (1880)
- Vincenzo Bugeja Institute[8]
- akwedukty w Sliemie i Birkirkara (1882)
- Victoria Gate, Valletta (1884–85)
- kościół Matki Bożej z Lourdes, Għajnsielem (1888)
- kościół św. Alfonsa i zakon, Birkirkara (1893–95)
- Marsamxett Police Station, Valletta
- Marsa Police Station
- Sliema Police Station
- nadbrzeże w Marsaxlokk
- nadbrzeże w Marsamxett
- Villa Alhambra, Sliema (lata 1880.): część zewnętrzna w stylu mogolskim i mauretańskim, wnętrze barokowe i wiktoriańskie; letnia rezydencja Galizii[9][10][11][12]
- kaplica rodziny Galizia na cmentarzu Addolorata, w której został pochowany
- kościół Matki Boskiej Bolesnej, St Paul’s Bay (1902)[13]

Valletta Market (1859–61) oraz szpital św. Wincentego à Paulo (1886) zbudowane zostały pod kierownictwem Galizii, jednak były zaprojektowane przez innych architektów.

## Życie osobiste
Emanuele Luigi Galizia poślubił Victorię Vella, córkę Giovanniego Vella CMG; z małżeństwa urodziło się pięcioro dzieci: James, Godwin, Emilia, Giovanna i Francesca. 
James był Nadinspektorem Robót Publicznych, jak jego ojciec przed nim, oraz Sekretarzem Skarbu w królewskiej administracji Malty.
Drugi syn, Godwin, był również architektem, znanym z projektów w odrodzonym stylu romańskim, jak np. kościół św. Piotra w Birżebbuġa, czy kościół św. Grzegorza Wielkiego w Sliemie, lecz jego prace do niedawna przyciągały mniej uwagi, niż prace jego ojca.  Godwin był również zatrudniany przez osoby prywatne do zaprojektowania kaplic i mauzoleów na cmentarzu Addolorata, tym samym, którego projektantem był jego ojciec. 
Giovanna poślubiła profesora prawa konstytucyjnego i cywilnego Giovanniego Caruanę, syna maltańskiego archeologa Antonio Annetto Caruany. Ich najstarszy syn Anton, znany prawnik, zabity w nalocie bombowym na Maltę w roku 1942, nosił nazwisko Caruana Galizia, przejęte przez jego potomków.